# Mk54 (魚雷)
Mk.54は、アメリカ海軍が開発した標準的な12.75インチ（324mm）の対潜水艦用短魚雷である。軽量ハイブリッド魚雷 (Lightweight Hybrid Torpedo) の略により、LHTとも呼ばれる。

## 概要

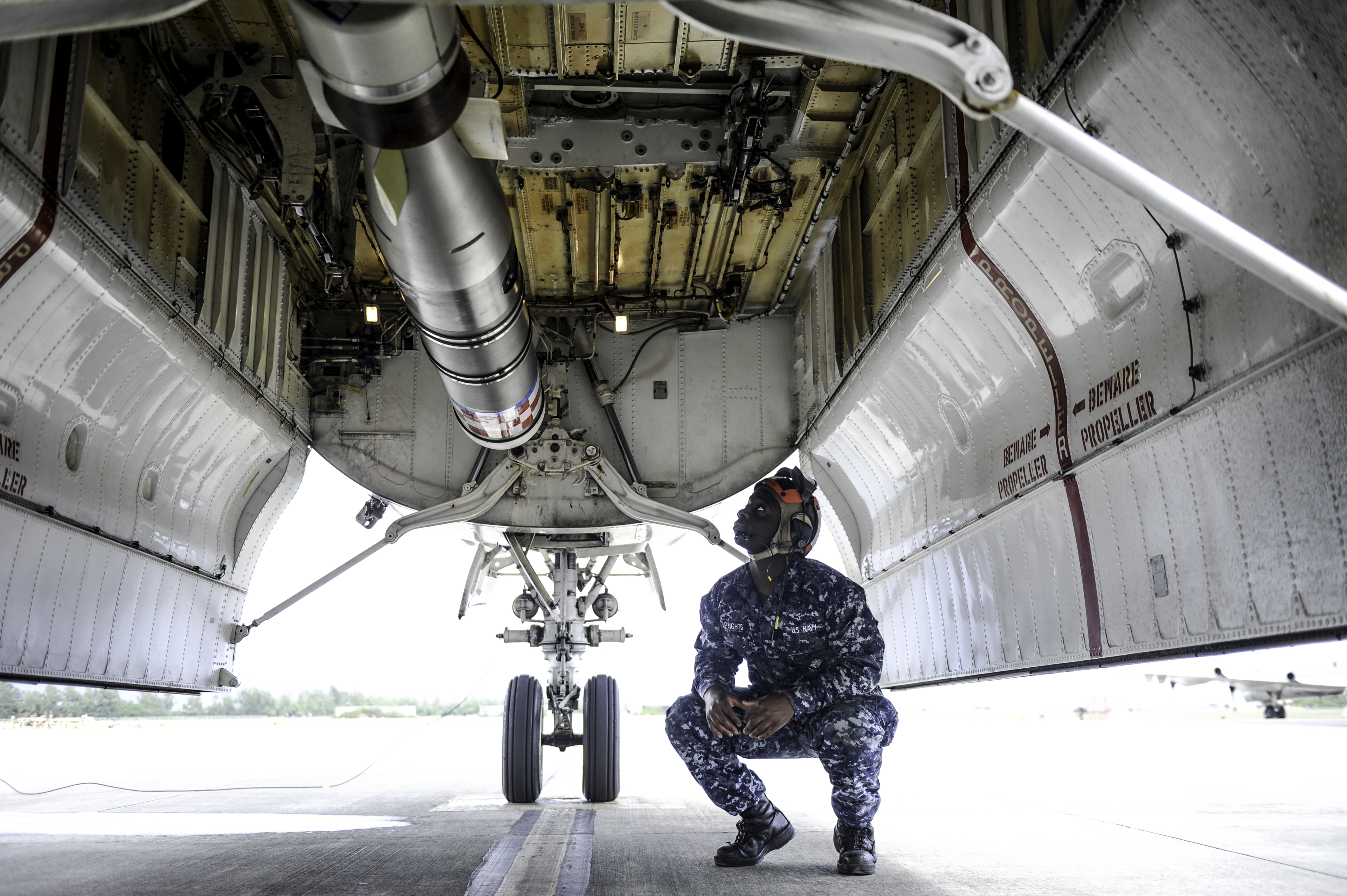
P-3哨戒機のウエポンベイに搭載されたMk.54

Mk.54は、レイセオンインテグレイテッド・ディフェンスシステムズとアメリカ海軍のアメリカ海軍軽量ハイブリッド魚雷計画で既存のMk.50とMk.46の問題へ対処する為に共同開発された。
アメリカ海軍は対潜水艦用の軽量短魚雷として1960年代よりMk.46を用い、1990年代より新型・高性能のMk.50に更新する予定であった。しかし、冷戦の終結に伴いソ連海軍の潜水艦が主要な仮想敵でなくなったこと、ならびにMk.50が高性能ではあるが高価となってしまったことにより、新たに安価な軽量短魚雷を必要とするようになった。また、アメリカ海軍はMk.50が対象とした深深度に潜行する潜水艦よりも、浅深度における潜水艦を主要な脅威とみなすようになり、Mk.50が採用していた高価・複雑な深深度向けの機関は必要性が薄れた。その一方でMk.46は将来、運用を想定した海岸線付近での性能が劣っていた。
浅深度向けならばMk.46の機関でも安価で十分な性能を持つことから、Mk.46の機関とMk.50のソナー誘導装置を含む新型弾頭を組み合わせた魚雷を開発することが検討され、1993年より軽量ハイブリッド魚雷として研究が開始された。1995年より本格的な開発が開始され、1999年7月から試験が開始され、1999年11月に設計が完成した。2003年4月にレイセオンは単独受注し、2004年10月より量産が開始されている。
Mk.54は、Mk 32 短魚雷発射管やアスロックシステムなどと同様に航空機から発射可能である。
価格低下に注意を払っており、電子部品に民生規格品を利用すること (COTS) も行っている。対潜哨戒機・ヘリコプターに搭載するのみならず、2010年からは垂直発射型アスロック (VLA) の弾頭としての運用も開始されている。
Mk54に航空機からの高高度・長距離投下能力を付与させる、高高度対潜兵器能力 (HAAWC: High Altitude Anti-Submarine Warfare Weapon Capability) と呼ばれる滑空機材の開発も2013年より行われている。

## 運用
アメリカ海軍のみならず、オーストラリア海軍も2010年に対外有償軍事援助を通して、Mk.46の後継として、訓練機材も含め200発を購入することを明らかにしている。
インド海軍は、P-8iネプチューンの配備と共に、Mk54を購入している。
カナダ海軍は2019年に既存のMk 46 Mod 5AをMk 54規格にアップグレードすることが米国防総省安全保障局（DSCA）によって承認されている。
2020年7月9日、ベルギーとドイツに対し、Mk 54が対外有償軍事援助により輸出されることが発表された。輸出には機材と業務を含んでおり、本数はベルギーが29本、ドイツが64本とされる。

## 要目
- 全長：2.59m
- 直径：324mm
- 重量：230kg